# 梅克倫堡-什未林大公國
梅克倫堡-什未林大公國（德語：Großherzogtum Mecklenburg-Schwerin）是十九世纪时北德意志邦聯的邦國之一，由居住於什未林的梅克倫堡家族統治。大公國首先是德意志邦聯的成員，接著成為北德意志邦聯的一個聯邦國，最後於1871年合併至德意志帝國之內。

## 地理

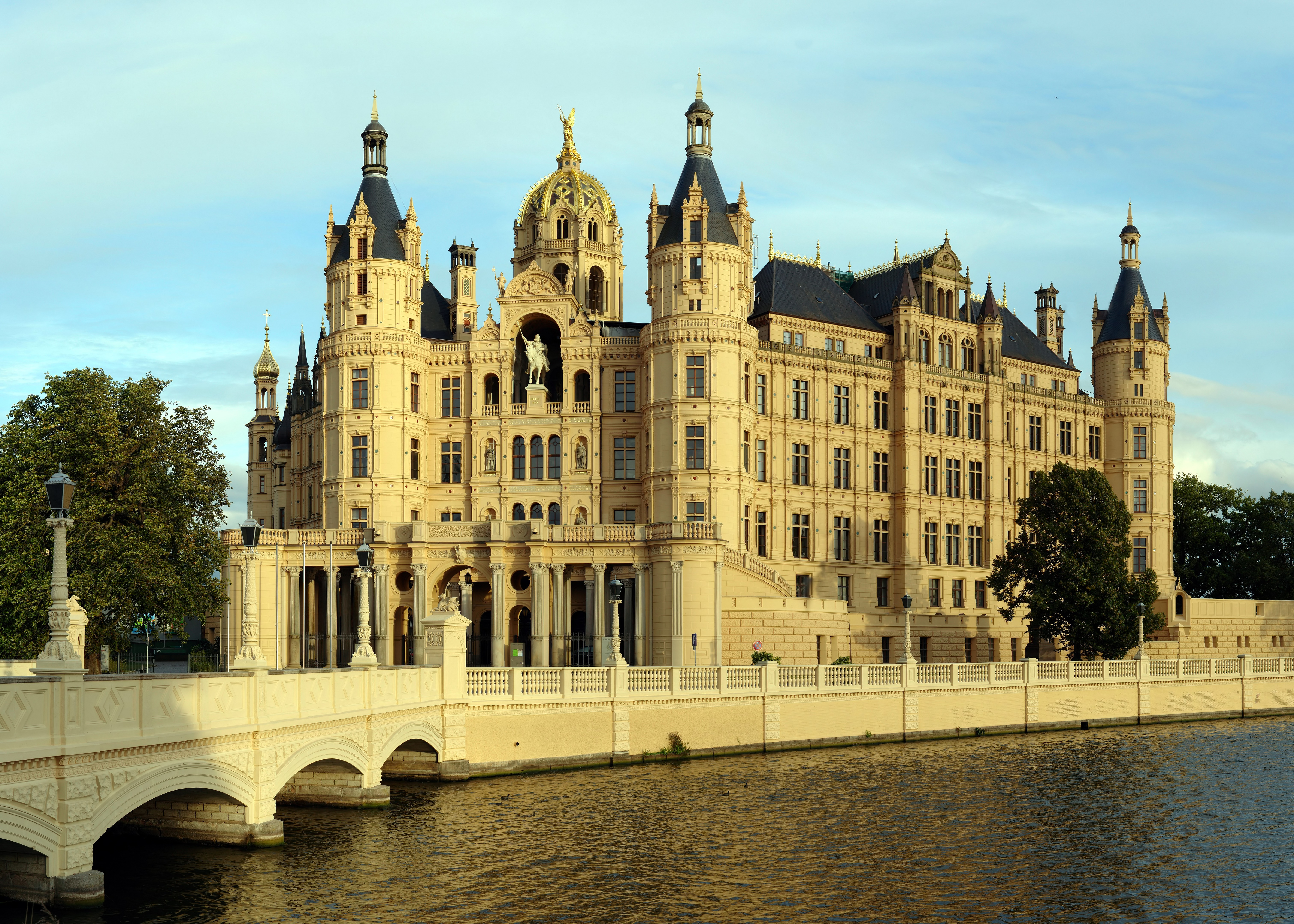
什未林城堡

1701年大公國的前身梅克倫堡-什未林公國建立的時候，公國的領土基本上包括歷史上梅克倫堡的中部和西部地區，和前梅克倫堡-居斯特羅公國的大部分地區，而大公國獲升格的時候大致上繼承了前者的領土。梅克倫堡東南的較小一塊地區則由梅克倫堡家族的另一分支梅克倫堡-施特雷利茨統治，該支亦同時統治西北方遠處的拉策堡領地。
大公國北鄰波羅的海海岸，東北緊鄰普魯士波美拉尼亞省，邊界連接省內的西波美拉尼亞地區（前瑞屬波美拉尼亞）。大公國南方毗鄰普魯士勃蘭登堡省（勃蘭登堡省內有羅索與荀白克兩鎮屬大公國的外飛地），西南方則接壤漢諾瓦王國的艾姆切·諾伊豪斯地區，此區於1866年普奧戰爭後改屬普魯士的漢諾瓦省。西面的荷爾斯泰因公國亦被合併到新建立的石勒蘇益格-荷爾斯泰因省之內。在此之後，整個梅克倫堡地區幾乎全被普魯士的領土所包圍。除了首都什未林，大公國亦包括了沿海城市羅斯托克和維斯馬，兩城1803年之前仍由瑞典統治。大公國領土亦包括帕爾希姆和居斯特羅兩個內陸城市。

## 歷史
公國早期在法國大革命戰爭之中，公爵腓特烈·法蘭茲一世保持中立，1803年從瑞典的擔保之中獲得了維斯馬市。拿破崙1806年取得奧斯特里茲戰役的勝利，神聖羅馬帝國解體之後，腓特烈·法蘭茲一世於1808年3月22日簽約加入萊茵邦聯。1812年正預備進攻俄國的拿破崙並不尊重這一同盟，反而他將公國交給了瑞典王儲讓·伯納多特以作支援。腓特烈·法蘭茲一世的梅克倫堡-什未林公國成為萊茵邦聯內第一個脫離邦聯及反對拿破崙的成員，並派遣代表到拿破崙軍中宣佈。後來他加入第六次反法同盟並組織軍隊對抗法國，與其作戰的新盟友普魯士和俄國後來卻欲將公國交給丹麥王國。但是後來1814年的基爾條約丹麥只被答允給予瑞屬的波美拉尼亞，梅克倫堡仍然維持對公國的統治。
1815年維也納會議中，腓特烈·法蘭茲一世加入了新建立的德意志邦聯，跟施特雷利茨家系的堂兄弟卡爾二世一樣，兩國同時升格為大公國，獲得「梅克倫堡的大公爵」的名銜。1819年在他的統治下，農奴制終於被廢除。梅克倫堡地區的統治模式仍由1755年梅克倫堡家族的繼承權協議（Landesgrundgesetzlicher Erbvergleich）中確認，協議確立了使用中世紀階級制等級制度的政治制度，這大大影響了兩國的社會和政治發展。於1848年革命中，要求訂立自由憲法的浪潮對公國造成不少衝擊。1849年10月大公腓特烈·法蘭茲二世（1823年–1883年）因此訂立了新的基本法。但在梅克倫堡的貴族階層和鄰國施特雷利茨大公格奥尔格對新憲法的大力反對下，不久之後新憲法中所有推動民主的政策均被撤銷，在1851與1852年更反而推行更多限制民主的政策。
梅克倫堡-什未林與鄰國荷爾斯泰因的衝突在1866年普奧戰爭時達至高峰，腓特烈·法蘭茲二世派遣士兵支援普魯士。大公國愈來愈受普魯士的影響。1867年大公國加入普魯士主導的北德意志邦聯和關稅同盟。普法戰爭（1870年–1871年）中，普魯士再次得到大公爵腓特烈·法蘭茲二世的有力支援。腓特烈·法蘭茲二世是德意志統一的狂熱支持者，而且對自己的軍隊有很高的控制權。1871年德意志統一，梅克倫堡-什未林和梅克倫堡-施特雷利茨成為了德意志帝國的邦國。公國內亦再次出現要求建立一部更民主的憲法的呼聲，德意志帝國議會亦對此有積極回應。
1897年腓特烈·法蘭茲四世繼承父親腓特烈·法蘭茲三世的大公爵位成為梅克倫堡-什未林末代大公。1907年大公向其子民承諾建立憲法。大公國仍然維持著一個封建政府，大公本人透過一眾大臣掌控一切權力。大公國的議會每年只會短期開會，其餘大部分時間國內的事務都一個委員會處理，委員會成員包括騎士階層的代表、鄉村代表和各市鎮的市長。梅克倫堡-什未林選出了六名代表進入帝國議會。1918年2月23日在其親戚阿道夫·腓特烈六世自殺後，腓特烈·法蘭茲四世大公成為了梅克倫堡-施特雷利茨的攝政。在這不久之後，同年11月14日德國十一月革命中，大公被迫放棄梅克倫堡的爵位。大公國成為梅克倫堡-什未林自由邦，威瑪共和國的一個聯邦國。至此近八個世紀梅克倫堡王朝對梅克倫堡的統治正式結束。